# První vláda Marka Belky
První vláda Marka Belky byla od 2. května do 11. června 2004 polská vláda pod vedením Marka Belky. Jednalo se o menšinovou vládu stran Svaz demokratické levice a Unie práce. Kabinet byl jmenován po demisi předchozí vlády Leszka Millera. Jmenování Belky premiérem si prosadil prezident Aleksander Kwaśniewski, přestože Belka neměl jednoznačnou podporu uvnitř SLD. Belkovu kabinetu pak nebyla vyslovena v Sejmu důvěra, když pro něj hlasovalo pouze 188 poslanců (zástupci SLD, UP a Polského lidového bloku a většina nezařazených poslanců) a proti 262. Prezident potom kabinet pověřil vykonáváním pravomocí do doby jmenování nové vlády. Tou se stala druhá vláda Marka Belky, která již důvěru Sejmu získala.

## Složení vlády
| Portfej                                            | Ministr / člen vlády      | Strana    | Nástup do úřadu | Odchod z úřadu  |
| -------------------------------------------------- | ------------------------- | --------- | --------------- | --------------- |
| Předseda vlády                                     | Marek Belka               | SLD       | 2. května 2004  | 11. června 2004 |
| Místopředsedkyně vlády                             | Izabela Jarugová-Nowacka  | UP        | 2. května 2004  | 11. června 2004 |
| Místopředseda vlády a ministr hospodářství a práce | Jerzy Hausner             | SLD       | 2. května 2004  | 11. června 2004 |
| Ministr zahraničí                                  | Włodzimierz Cimoszewicz   | SLD       | 2. května 2004  | 11. června 2004 |
| Ministr kultury                                    | Waldemar Dąbrowski        | nestraník | 2. května 2004  | 11. června 2004 |
| Ministr vnitra a administrativy                    | Ryszard Kalisz            | SLD       | 2. května 2004  | 11. června 2004 |
| Ministr vědy                                       | Michał Kleiber            | nestraník | 2. května 2004  | 11. června 2004 |
| Ministr zemědělství a rozvoje venkova              | Wojciech Olejniczak       | SLD       | 2. května 2004  | 11. června 2004 |
| Ministr infrastruktury                             | Krzysztof Opawski         | nestraník | 2. května 2004  | 11. června 2004 |
| Ministr sociálních věcí                            | Krzysztof Pater           | nestraník | 2. května 2004  | 11. června 2004 |
| Ministr financí                                    | Andrzej Raczko            | nestraník | 2. května 2004  | 11. června 2004 |
| Ministr spravedlnosti                              | Marek Sadowski            | nestraník | 2. května 2004  | 11. června 2004 |
| Ministr školství                                   | Mirosław Sawicki          | nestraník | 2. května 2004  | 11. června 2004 |
| Ministr státního pokladu                           | Jacek Socha               | nestraník | 2. května 2004  | 11. června 2004 |
| Ministr životního prostředí                        | Jerzy Swatoń              | nestraník | 2. května 2004  | 11. června 2004 |
| Ministr národní obrany                             | Jerzy Szmajdziński        | SLD       | 2. května 2004  | 11. června 2004 |
| Ministr zdravotnictví                              | Wojciech Rudnicki         | nestraník | 2. května 2004  | 19. května 2004 |
| Ministr zdravotnictví                              | Jerzy Hausner (úřadující) | SLD       | 19. května 2004 | 11. června 2004 |
| Ministr bez portfeje, šéf Kanceláře premiéra       | Sławomir Cytrycki         | SLD       | 2. května 2004  | 11. června 2004 |